# CUS Torino
Il CUS Torino è una società polisportiva italiana nata nel 1946. Braccio sportivo dell'Università e del Politecnico di Torino, rappresenta la massima espressione polisportiva piemontese per il numero di discipline praticate, per la continuità e per il livello delle attività svolte.

## Discipline
È attivo con una propria sezione nei seguenti sport: Aikidō, Arrampicata, Atletica leggera, Attività adattata, Beach volley, Calcio a 5, Calcio, Canoa, Canottaggio, Danza, Danza sportiva e Benessere, Dragonboat, Estate CUS, Fitness, Fitwalking, Functional training, Golf, Hockey su prato, Karate, Kickboxing, Lotta, Mondo Neve, Nuoto, Orienteering, Paddle tennis, Pallacanestro, Pallavolo, Paracadutismo, Pattinaggio, Pesistica, Rugby, Scherma, Sci, Subacquea, Tennis, Tennistavolo, Triathlon, Vela.

## Storia
Le origini del CUS fanno data al periodo fascista, quando fu costituito il Gruppo Universitario Fascista Torino, gruppo sportivo di pallacanestro e di rugby a XV. Scioltosi nel 1930, fu ricostituito due anni dopo, composto esclusivamente da studenti universitari, e partecipò nel 1932 al Campionato di Divisione Nazionale (massima serie) di pallacanestro, giungendo primo nel girone eliminatorio A (dove prevalse su SC Italia e Ginnastica Torino) e qualificandosi al girone finale a quattro squadre per l'assegnazione del titolo di campione d'Italia. Il 10 giugno 1932 però si dovette ritirare dal campionato perché molti dei suoi giocatori erano impegnati negli esami e non potevano quindi giocare. Venne comunque classificato quarto nel campionato. Nel 1932 Torino vinse a sorpresa i Littoriali che si svolsero a Bologna e, come da regolamento, la città fu obbligata ad organizzare i Littoriali dell'anno successivo. Venne così costruito a tempo di record lo Stadio Mussolini, poi rinominato Comunale, quindi Olimpico e oggi infine Olimpico Grande Torino, che ospitò quindi i Littoriali del 1933 e i Campionati Europei di Atletica Leggera del 1934.
Negli anni '30, ricostituita poi la formazione rugbystica, militò nei campionati di massima serie di entrambe le discipline.
Con la fine del fascismo i GUF si sciolsero, ma non lo spirito dei tanti atleti universitari e fu così che i gruppi universitari furono riorganizzati nei CUS, Centri Universitari Sportivi, a partire dal 1946, anno di nascita del CUS Torino. Il primo presidente del neonato CUS Torino fu Filippo Arrigo, un giovane politico in forza al Partito Liberale e poi dirigente SIP, che aveva ottimi rapporti con l'allora presidente del CONI Giulio Onesti. Il Presidentissimo del Centro Universitario Sportivo di Torino fu però l'indimenticato Primo Nebiolo che, prima di essere un discreto “seconda serie” con la maglia biancoceleste, era stato un promettente junior nei GUF. La sua presidenza durò ininterrottamente dal 1947 al giorno della sua morte, avvenuta a Roma per attacco cardiaco il 7 novembre 1999.
Molteplici le grandi manifestazioni organizzate dal CUS Torino; tra le più importanti ricordiamo: i Campionati Nazionali Universitari nel 1948, 1961 e 2011, l'Universiade estiva nel 1959 e 1970, l'Universiade invernale nel 1966 e 2007, il Meeting Internazionale di Atletica Leggera "Primo Nebiolo" dal 1963 al 1983, poi ripreso dal 1995 al 2012.

## Oggi
Legalmente costituitosi come associazione sportiva dilettantistica, grazie ad un costante impegno di tutto lo staff nella ricerca di opportunità di nuovi servizi, il CUS Torino mette a disposizione dei propri associati sette impianti sportivi con caratteristiche tali da garantire un'ampiezza di attività completa e davvero unica.
Il CUS Torino è una realtà ormai consolidata sul territorio piemontese, che ogni stagione apre ufficialmente i propri esercizi con l'inizio dell'anno accademico e che offre una vasta scelta tra oltre cento attività sportive in cui rientrano corsi, tornei e manifestazioni dedicati in primis a studenti, docenti e operatori universitari, ma aperti anche all'intera cittadinanza.
Tutte le attività e gli eventi organizzati dal CUS Torino nascono dal forte desiderio sia di promuovere le eccellenze del sistema universitario e della Città di Torino (quale centro giovane per gli universitari sia locali che nazionali, oltre che città Erasmus per gli studenti stranieri), sia di offrire un servizio sport quale strumento altamente formativo in grado di migliorare ulteriormente la qualità della vita dello studente.
Sono finalità del CUS Torino la pratica, la diffusione e il potenziamento dell'educazione fisica e dell'attività sportiva (sia per le persone normodotate che per i diversamente abili), così come la valorizzazione dello sport in collaborazione con le famiglie, le istituzioni e le strutture scolastiche ed educative. L'attività sportiva è un diritto sociale riconosciuto e il CUS Torino considera l'esperienza dello sport universitario integrativa di quella maturata nel ciclo dell'istruzione secondaria ed extra-scolastica come momento di educazione, crescita, impegno ed aggregazione sociale nel rispetto di valori etici, civili ed umani. Negli ultimi anni è stato forte lo sviluppo di programmi ed eventi finalizzati alla raccolta fondi per contribuire alla crescita di progetti di solidarietà. Dopo il percorso sviluppato con la Fondazione F.A.R.O. Onlus, l'Ente è da tempo seriamente impegnato nella raccolta fondi per il progetto “Tante Mani per Santa Cruz”, finalizzato alla costruzione di un impianto sportivo sull'isola di Capo Verde.
Il CUS Torino nella sua lunga storia ha inoltre dato vita a grandi dirigenti come Primo Nebiolo (presidente cussino dal 1947 al 1999), nonché grandi atleti, tra i quali spiccano Marcello Fiasconaro, Livio Berruti, Silvio Fraquelli e Giovanni Lanfranco. Alla guida del Centro Universitario Sportivo torinese c'è oggi Riccardo D'Elicio, presidente dal 15 novembre 1999.
A latere dell'assemblea elettiva della FISU del 2019, svoltasi a Torino, il CUS torinese è stato insignito del premio "PRIMO NEBIOLO".

## Campioni d'Italia con la maglia del CUS Torino

### Atletica leggera

#### Outdoor

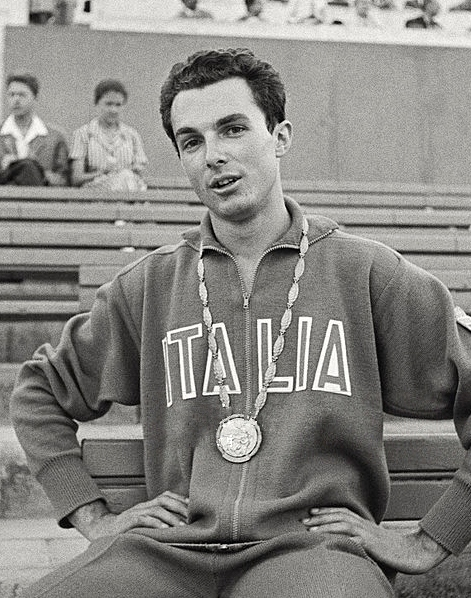
Il velocista Livio Berruti

- Livio Berruti / 200 metri / 1965 – 1968
- Marcello Fiasconaro / 400 metri / 1972 – 1973
- Renato Martini / cross / 1971 – 1972
- Francesco Amante / maratonina / 1971
- Renato Martini / maratonina / 1972
- Silvio Fraquelli / asta / 1972 – 1973 – 1974
- Vanni Rodeghiero / giavellotto / 1974 – 1978 – 1980
- Giuseppe Gerbi / 5.000 metri / 1976
- Giampaolo Messina / maratonina / 1979
- Giuseppe Gerbi / maratona / 1982 – 1983
- Gianni Davito / alto / 1986

#### Indoor
- Vittorio Roscio / 60 metri / 1972

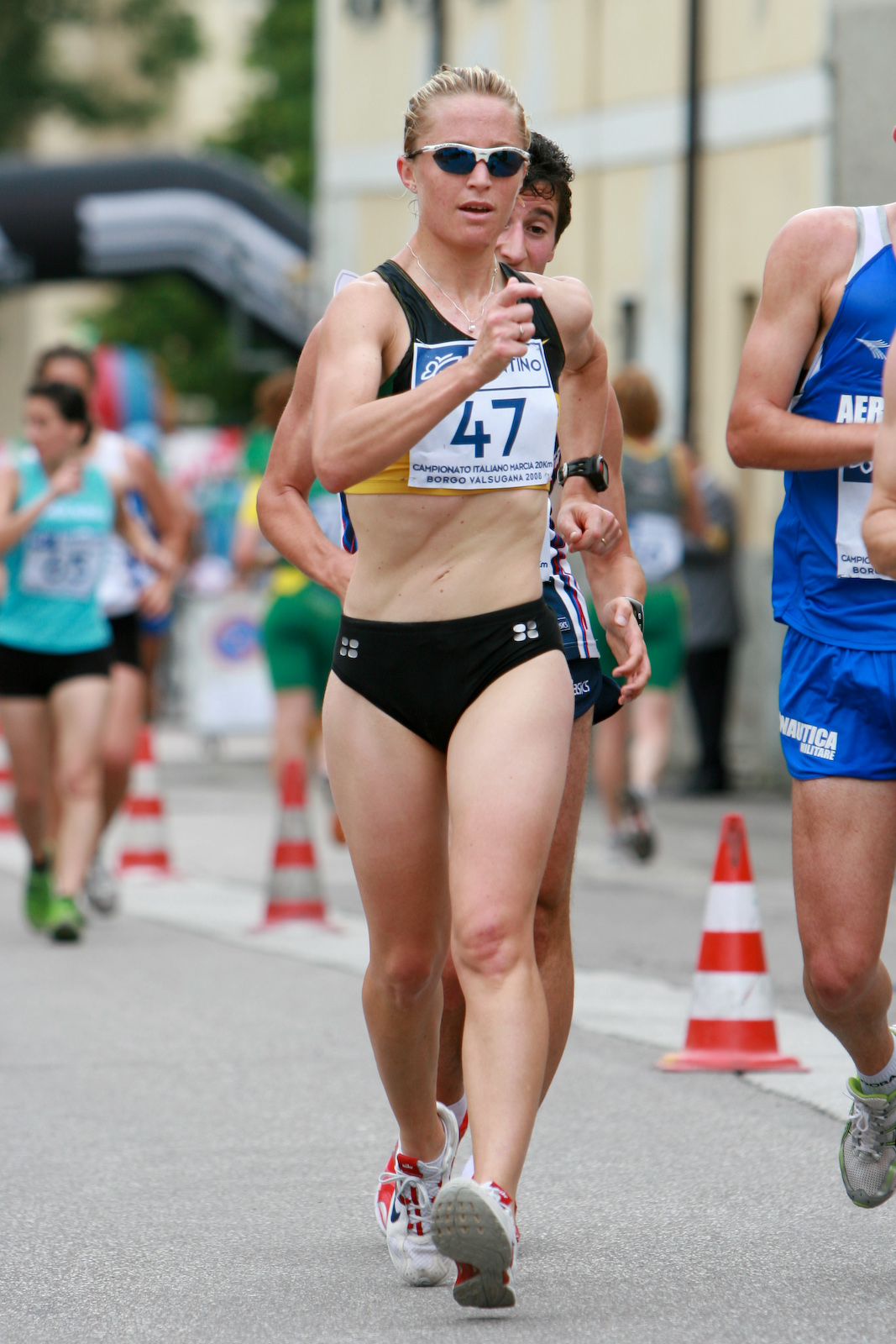
La marciatrice Elisa Rigaudo

- Marcello Fiasconaro / 400 metri / 1972
- Ossola – Ferro – Fiasconaro / staffetta 3x400 / 1972
- Silvio Fraquelli / asta / 1972
- Giuseppe Gerbi / 3.000 metri / 1977
- Vincenzo Bellone / asta / 1983
- Gianni Davito / alto / 1986 – 1990 – 1991
- Edoardo Vallet  / 400 metri / 1999 – 2000 – 2003 – 2005 CUS/F.F.O.O.
- Livio Sciandra / 800 metri / 2002
- Sarah Semeraro / asta / 2004
- Elisa Rigaudo / marcia / 2004 – 2005 – 2006 – 2007 CUS/F.F.O.O.
- Valeria Canella / lungo / 2006 – 2007 CUS/F.F.A.A.
- Campioni italiani di società pista juniores / 1974-1987-1994-1995
- Campioni italiani di società su pista allievi / 1989-1994
- Campioni italiani di società, cross junior maschile / 1990-1991
- Campioni italiani di società, cross assoluta femminile / 2009

### Pallavolo maschile

Il pallavolista Giovanni Lanfranco

- Klippan CUS Torino / 1978/79 - 1979/80
- Robe di Kappa CUS Torino / 1980/81
- Kappa CUS Torino / 1983/84
- Coppa dei Campioni / 1980
- Coppa delle Coppe / 1984

### Hockey su prato

#### Outdoor
- CUS Torino / 1977

#### Indoor
- CUS Torino / 1972 – 1977 – 1978 – 1980

### Tennis tavolo
- Doppio femminile / F. Marcone, M. Marcone / 1971
- Singolo femminile / Marcella Marcone / 1972
- Doppio misto / M.Marcone, Pelizzola / 1972
- Doppio femminile / M. Marcone, Milic / 1973
- Doppio misto / F. Marcone, Bisi / 1974
- CUS Torino / Stoyanov, Gavlas, Zhou, Manna / 2010/11

### Lotta
- Greco-romana
  - Alessandro Saglietti / 74 kg / 2006
  - Vincenzo Pira / 55 kg / 2010
  - Vincenzo Macrì / 60 kg / 2011
  - Davide Cascavilla / 66 kg / 2013
- Lotta femminile 
  - Maitè Piva / 63 kg / 2006
  - Maitè Piva / 63 kg / 2007
  - Cinzia Bonfante / 67 kg / 2011
  - Maitè Piva / 59 kg / 2012
  - Cinzia Bonfante / 67 kg / 2012
  - Maitè Piva / 59 kg / 2013

### Karate
- Kumite`(combattimento) 
  - Simone Prestana / juniores 50 kg /2018

## Universiadi
Nel 1923 a Parigi si svolsero per la prima volta i Giochi Mondiali Universitari sotto l'egida della Confederazione Internazionale degli Studenti (Confédération Internationale des Étudiants, CIE) che ebbero poi sede a Torino nel settembre del 1933. Fu nel 1957 che il Campionato Sportivo Universitario Mondiale organizzato dalla federazione francese unì il blocco delle federazioni occidentali e orientali. E fu questo il primo vero evento che permise la creazione di quelle che poi sarebbero divenute le Universiadi. Infatti nel 1959 la FISU (Federazione Internazionale Sport Universitari) e la ISU (International Skating Union) si accordarono per partecipare congiuntamente ai Giochi organizzati dal CUSI (Centro Universitario Sportivo Italiano) a Torino. L'organizzazione italiana, capitanata da Primo Nebiolo (allora Presidente anche del CUS Torino), battezzò l'evento col nome di Universiade, creò la bandiera con la 'U' e le cinque stelle e durante le cerimonie di premiazione rimpiazzò gli inni nazionali con il Gaudemus Igitur. La prima Universiade ebbe un successo clamoroso e vide la partecipazione di 43 Paesi e 1400 atleti. Dopo questo evento numerose federazioni non membri chiesero di potersi iscrivere al movimento. L'Universiade è una manifestazione sportiva e culturale internazionale che è ospitata ogni due anni in una città diversa. Si reputa che questo evento sia secondario solo ai Giochi olimpici. In Italia viene organizzata sotto l'egida del CUSI in accordo con il CUS della città ospitante. Da allora l'Universiade si è svolta a Torino per ben 4 volte: 1959, 1970 (entrambe in veste estiva), 2007 e 2025 (entrambe edizioni invernali), più una quinta Universiade invernale a Sestriere (1966), riscuotendo sempre un notevole successo sia come numero di atleti e nazioni partecipanti, sia come pubblico. 

## Eventi
- Il CUS Torino ha collaborato all'organizzazione della XXIII Universiade Invernale, disputata a Torino e in Piemonte nel gennaio del 2007
- Organizza il Concerto del Buon Anno Accademico a Bardonecchia (gennaio)
- Organizza la Mezza Maratona di Torino – Memorial Domenico Carpanini
- Organizza il Concorso Fotografico “Uno Scatto per lo Sport”
- Organizza il Meeting Internazionale di Atletica Leggera - Memorial Primo Nebiolo allo Stadio Nebiolo nel Parco Ruffini di Torino (in memoria dell'indimenticato Presidentissimo Primo Nebiolo, scomparso alla fine del 1999)
- Organizza il Concerto in Altura a Bardonecchia (Pian del Sole – ultima domenica di luglio)
- Organizza anche la Rowing Regatta sul Po ai Murazzi, in cui si sfidano gli otto+ dell'Università e del Politecnico di Torino e a cui, ad ogni edizione, partecipano diversi campioni del mondo (in passato questo grande evento ha visto diverse partecipazioni del prestigioso equipaggio di Oxford)
- Organizza la Giornata di Sport al Politecnico di Torino (all'interno della quale si svolge la PoliTour Run)
- Organizza l'Inaugurazione dell'Anno Accademico Sportivo di Torino